# Stefan V węgierski
Stefan V, węg. V. István (ur. 1239, zm. 6 sierpnia 1272) – król Węgier i Chorwacji od 1270 roku, z dynastii Arpadów.
Był najstarszym synem króla Beli IV i Marii Laskariny, córki Teodora I Laskarysa cesarza Nicei, i Anny Angeliny. Gdy osiągnął pełnoletniość, ojciec oddał mu w zarząd Siedmiogród. Po 1263 roku doszło do podziału Węgier między Belę IV i Stefana; temu ostatniemu przypadła wschodnia część państwa. Jednocześnie przybrał tytuł „młodszego króla Węgier” (iunior rex Hungariae). W 1267 roku razem z ojcem wydał Złotą Bullę.
Około 1253 roku Stefan został przez swojego ojca ożeniony z córką kumańskiego chana Kocjana, Elżbietą, która do ślubu pozostawała poganką. Z małżeństwa Stefana V i Elżbiety pochodzili:
- Elżbieta (zapewne 1255–1323/1326), żona Zawiszy z Falkenštejnu
- Katarzyna (1255/1257 – po 1314), żona Stefana Dragutina, króla Serbii
- Maria (ok. 1257–1325), żona Karola II Andegaweńskiego, króla Neapolu
- Anna (ok. 1260 – ok. 1281), żona Andronika II, cesarza bizantyjskiego
- Władysław IV Kumańczyk (1262–1290)
- Andrzej (1268–1278), książę Slawonii.

| 4. Andrzej II        |  |                    |  |  |             |
|                      |  | 2. Bela IV         |  |  |             |
| 5. Gertruda z Meran  |  |                    |  |  |             |
|                      |  |                    |  |  | 1. Stefan V |
| 6. Teodor I Laskarys |  |                    |  |  |             |
|                      |  | 3. Maria Laskarina |  |  |             |
| 7. Anna Angelina     |  |                    |  |  |             |
|                      |  |                    |  |  |             |